# Giuseppe Donizetti

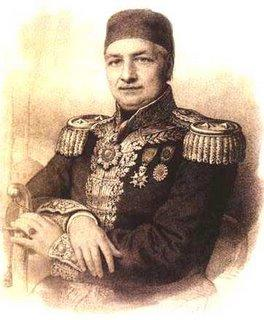
Giuseppe Donizetti.

Giuseppe Donizetti (Bergamo 6 de noviembre de 1788 – Estambul 12 de febrero de 1856) fue un músico italiano. Desde 1828, residió en Turquía, donde trabajó como Instructor General de Música del Imperio Otomano, en la corte del sultán Mahmud II (1808–39). Su hermano menor era el reputado compositor de ópera Gaetano Donizetti.
Donizetti jugó un papel importante en la introducción de la música europea en el ejército otomano. Además de supervisar la formación del estilo europeo de las bandas militares, en el modernizado ejército del sultán Mahmud, fue también profesor de música de los miembros de la familia real otomana. Se cree que compuso el primer himno nacional del Imperio otomano. Apoyó la temporada de ópera italiana anual en Pera, organizó también concierto y representaciones de ópera en la corte, y acogió a un importante número de virtuosos  que visitaron Estambul en la época, como Franz Liszt, Parish Alvars o Leopold de Meyer. Se encuentra enterrado en la Catedral del Espíritu Santo (Estambul), cerca del distrito de Beyoğlu, en Estambul.
- Datos: Q1528301